# 維拉糙鮋
維拉糙鮋，為輻鰭魚綱鮋形目鮋亞目平鮋科的其中一種，為深海魚類，分布於東太平洋厄瓜多海域，棲息深度200公尺，體長可達29.8公分，棲息在底層水域，生活習性不明。

## 扩展阅读
維基物種上的相關：維拉糙鮋